# Knitsley
Knitsley är en by i civil parish Healeyfield, i kommunen Durham i grevskapet Durham i England. Byn är belägen 17 km från Durham. Knitsley var en civil parish 1894–1937 när blev den en del av Healeyfield. Civil parish hade 2 276 invånare år 1931.